# کارن مارسدن
کارن مارسدن (انگلیسی: Karen Marsden؛ زادهٔ ۲۸ نوامبر ۱۹۶۲) بازیکن هاکی روی چمن اهل استرالیا بود. در بازیهای المپیک تابستانی ۱۹۹۶ که تیم هاکی روی چمن استرالیا مدال طلا گرفت کارن مارسدن دروازه‌بان بود.